# Teman (Einheit)
Teman war eine am Anfang des 19. Jahrhunderts in Mekka verwendete Volumeneinheit. 10 Mencedas sind ein Teman und jeder Menceda 3 Französische Chopinen (vgl. Système Usuel oder Schoppen) oder 3 Englische Pinten.
- Betelfaki (Jemen): 1 Teman = 40 Kelas = 84,8989282 Kilogramm[3]
- Mokka: 1 Teman/Toman/Tomand = 40 Mecmedas[4]